# شب سال نو (فیلم ۱۹۲۹)
شب سال نو (انگلیسی: New Year's Eve) یک فیلم به کارگردانی هنری لرمن است که در سال ۱۹۲۹ منتشر شد. از بازیگران آن می‌توان به مری آستور، ویرجینیا ونس، فلورنس لیک و چارلز مورتون اشاره کرد.